# Часовских, Василий Макарович
Васи́лий Мака́рович Часовски́х (9 декабря 1924 — 25 января 2004) — советский, российский врач-хирург. Народный врач СССР (1985). 

## Биография
Родился 9 декабря 1924 года в селе Верх-Камышенка (ныне Краснощековского района Алтайского края) в крестьянской семье. 
В Алтайский край семья Часовских переехала из Воронежской губернии, спасаясь от голода. Кроме Василия в семье были еще дети — три родные сестры и сводные сестра и брат.
Окончил школу-восьмилетку, работал в местном колхозе. В августе 1942 года был призван в РККА. Прошел подготовку в школе младших командиров в Чите и в декабре 1942 года отправлен артиллеристом-наводчиком в 294-й минометный полк 1-го механизированного корпуса Степного фронта.
Впервые участие в боевых действиях принял 3 августа 1943 года на Курской дуге. Был командиром отделения, принимал участие в освобождении Белгорода, Харькова, Белорусской ССР, Варшавы, в форсировании Одера и взятии Берлина. За время войны получил контузию и был ранен в голову. Победу встретил в Берлине в звании старшего сержанта.
После войны окончил водительские курсы, работал шофером санитарной машины. В марте 1947 года демобилизовался, окончил Барнаульскую фельдшерско-акушерскую школу, в 1956 году — лечебный факультет 2-го Московского медицинского института. Получил предложение остаться работать в институте на глазном факультете, но отказался.
По распределению был направлен в Калининскую область, в посёлок Васильевский Мох в качестве хирурга. Для получения врачебной практики также работал врачом «скорой помощи» в областном центре.
В 1957 году женился на ассистентке Римме Михайловне Дроздовой. В 1959 году у них родился сын. В этом же году перешёл в хирургическое отделение больницы № 7 Калинина, а в сентябре следующего года был переведён в областную больницу.
Был назначен заведующим хирургическим отделением Тверской областной клинической больницы. За свою врачебную практику провёл около тысячи успешных полостных операций. Пользовался заслуженным авторитетом среди коллег. В 1988 году участвовал во Всесоюзном съезде врачей.
Стал первым и единственным человеком в области, получившим звание «Народный врач СССР».
В 2001 году из-за ухудшения самочувствия покинул должность начальника отделения и перешёл на должность врача-хирурга-консультанта хирургического отделения. В 2003 году тяжело заболел.
Скончался 25 января 2004 года. Похоронен на кладбище в Дмитро-Черкассах, на Аллее Славы.

## Награды и звания
- Заслуженный врач РСФСР (1978)
- Народный врач СССР (1985)
- Значок «Отличнику здравоохранения» (1970)
- Кандидат медицинских наук
- Орден Отечественной войны II степени (1985)[3]
- Орден Красной Звезды (1945)[4]
- Две медали «За отвагу» (1944, 1945)[4]
- Почётный знак «Крест святого Михаила Тверского» (Тверская область) (1999)
- Почётный гражданин Калинина (Твери) (1987)